# Fsn

fsn (акроним от англ. File System Navigator, произносится как «fusion») — экспериментальное приложение для просмотра файловой системы в трёхмерном виде, создано компанией SGI для операционной системы IRIX.
Даже несмотря на то что fsn никогда не был полностью функциональным файловым менеджером, он приобрёл определённую известность после показа в фильме «Парк юрского периода» в 1993 году. В фильме героиня Арианы Ричардс нашла компьютер, на котором виден интерфейс. Она произносит: «Это система UNIX! Я знаю её!» и предлагает открыть код системы безопасности, запирающей двери лаборатории. После выхода фильма, некоторые зрители неверно представили визуализацию примером отрицательной презентации компьютеров, цитируя что игроподобный дисплей был нереалистичным голливудским розыгрышем.